# Установки ізомеризації в Уфі
Установки ізомеризації в Уфі – складова нафтопереробного комплексу в Уфі, які здійснюють продукування високооктанового компонента палива.
Нафтопереробний комплекс в Уфі організаційно складається з трьох майданчиків, кожен з яких у підсумку отримав власні потужності з ізомеризації:
- на Ново-Уфімському НПЗ в 1997 році одну з секцій установки каталітичного риформінгу (почала діяти з 1976-го) перепрофіліювали під блок ізомеризації. Певний час тут використовували процес французької компанії Axens, а в 2009-му провели модернізацію за технологією «Ізомалк-2» від російської компанії «НПП Нефтехим» із новим типом каталізатору та рециклом слабко-розгалужених гексанів. Наразі установка має річну потужність на рівні 800 тисяч тон, включає блоки деізопентанізації та деізогексанізації і використовує як сировину фракцію НК-80. Її переведення на каталізатор від «НПП Нефтехим» дозволило збільшити октанове число ізомеризату з 80 до 87 – 88 пунктів; 
- на Уфімському НПЗ в 1989 році установку каталітичного риформінгу (почала діяти з 1964-го) доповнили секцією ізориформінгу. В 2003-му цю секцію перепрофіліювали під блок ізомеризації з рециклом слабко-розгалужених гексанів, а в 2008-му на ній почали використовувати каталізатор технології «Ізомалк-2». Наразі установка має річну потужність на рівні 560 тисяч тон, використовує як сировину фракцію НК-62 та випускає легкий і важкий ізомеризат з октановим числом 85 – 87;
- на НПЗ Уфанафтохім в 2003 році установку каталітичного риформінгу (почала діяти з 1964-го) перепрофіліювали на здійснення ізомеризації за технологією «Ізомалк-2». Первісно вона мала річну потужність на рівні 400 тисяч тон та забезпечувала випуск ізомеризату з октановим числом 81 – 82, при цьому глибина ізомеризації пентану складала 69% - 70%, тоді як гексанів – лише 18% - 22%. В 2008 та 2012 роках додали колони деізогексанізації та деізопентанцізації, Наразі установка має річну потужність на рівні 484 тисячі тон, використовує як сировину фракції НК-62 та НК-70 і випускає ізомеризат з октановим числом 91 – 92.